# کیراپانه
کیراپانه (به لاتین: Kirapane) یک منطقهٔ مسکونی در سری‌لانکا است که در استان مرکزی (سری‌لانکا) واقع شده‌است.